# The Fugitive (1947)
The Fugitive is een Amerikaans-Mexicaanse dramafilm uit 1949 onder regie van John Ford en Emilio Fernández. Het scenario is gebaseerd op de roman Het geschonden geweten (1940) van Britse auteur Graham Greene. De film werd destijds uitgebracht onder de titel Gejaagd.

## Verhaal
Een priester in een land in Latijns-Amerika krijgt problemen met de overheid, die antiklerikale wetten uitvaardigt. Als de politie hem achterna zit, moet hij vluchten naar een buurland. Hij steekt de grens weer over om de laatste sacramenten toe te dienen aan een crimineel.

## Rolverdeling
| Acteur             | Personage              |
| ------------------ | ---------------------- |
| Henry Fonda        | Voortvluchtige         |
| Dolores del Río    | Indiaanse vrouw        |
| Pedro Armendáriz   | Politiechef            |
| J. Carrol Naish    | Informant              |
| Ward Bond          | El Gringo              |
| Robert Armstrong   | Brigadier              |
| John Qualen        | Arts                   |
| Fortunio Bonanova  | Neef van de gouverneur |
| Chris-Pin Martin   | Orgeldraaier           |
| Miguel Inclán      | Gijzelaar              |
| Fernando Fernández | Zanger                 |